# Island Police FC
Island Police FC este un club de fotbal din Guernsey.